# Музей народного декоративного мистецтва Чернігівщини
Музей народного декоративного мистецтва Чернігівщини — колишній музей у Чернігові. Від 21 грудня 1979 року по 30 червня 2006 року працював на правах відділу Чернігівського обласного історичного музею імені Василя Тарновського в Катерининській церкві на Алеї Героїв.

## Історія
Музей засновано у 1978 році як відділ Чернігівського історичного музею у Катерининській церкві, яка є пам'яткою архітектури національного значення 17–18 століть. У 1979 році він був відкритий для відвідувачів. Після ухвалення 2006 року рішення про передачу споруди релігійній громаді експозиція відділу була демонтована.
Творець музею — Віра Володимирівна Зайченко – історик, етнолог, мистецтвознавець, музеолог, майстриня художньої вишивки, знаний в Україні фахівець в царині українського декоративного мистецтва.

## Експозиція
Експозиція музею створена за художнім проєктом Ю. Кисличенка та І. Левицької. Основний фонд музею налічував близько 5 тисяч одиниць зберігання.
Музей представляв:
- вишивку (традиційну народну, вишивку козацької старшини, гаптування),
- ткацтво та килимарство,
- гончарство,
- художню обробку дерева, лози та соломи,
- декоративний розпис,
- аплікацію та вибійку,
- вироби з бісеру,
- народний одяг і музичні інструменти 18–19 століть.

Серед експонатів — роботи:
- Г. Григоренко, Н. Верхочуб, К. Каращук, О. Костюченко, Л. Панько, Н. Черняк (вишивка),
- С. Нечипоренка (ткацтво),
- династій Піщенків і Пузирів, І. Фігури, І. Бібіка, М. та Г. Денисенків (кераміка),
- А. Колошина, О. Камишнікова, А. Штепи, М. Панька, С. Святного, А. Семенцова (різьблення на дереві),
- С. і В. Шльончиків (лозоплетіння),
- О. Коровицької (розпис на папері),
- О. та Н. Саєнків (інкрустація соломкою, килимарство, вибійка),
- В. Гузія (інкрустація соломкою),
- О. Корнієвського й О. Шльончика (виготовлення музичних інструментів).

Продукція підприємств Чернігівщини:
- вишиті блузи, сорочки, рушники, серветки, скатертини від Чернігівської, Ніжинської та Прилуцької фабрик художніх виробів,
- килими та плахти, ткані рушники від Дігтярівської фабрики художніх виробів (Срібнянський район),
- плахтова тканина від Остерської ткацької фабрики (Козелецький район),
- меблі, вази, абажури, кошики від Чернігівської фабрики лозових виробів,
- керамічні вироби від Олешнянського гончарного цеху (Ріпкинський район).

## Діяльність
Основні види діяльності музею:
- проведення екскурсій,
- лекцій,
- уроків народознавства.

Організовані виставки:
- «Народні музичні інструменти» (1987),
- «Чернігівщина в житті і творчості Тараса Шевченка» (1989),
- «Побут козацької старшини» (1992),
- «Декоративно-ужиткове мистецтво у православному богослужінні» (2000),
- «Народна іграшка» (2001),
- «Український народний костюм» (2005).